# Prințesa Alexandra, Ducesă de Fife
Prințesa Alexandra, a 2-a Ducesă de Fife (Alexandra Victoria Alberta Edwina Louise; 17 mai 1891 – 26 februarie 1959) a fost membră a familiei regale britanice, nepoată a regelui Eduard al VII-lea. Alexandra și sora ei mai mică, Maud au fost singurele nepoate pe linie feminină ale unui suveran britanic care au primit titlul de "prințesă a Marii Britanii și a Irlandei de Nord".

## Primii ani

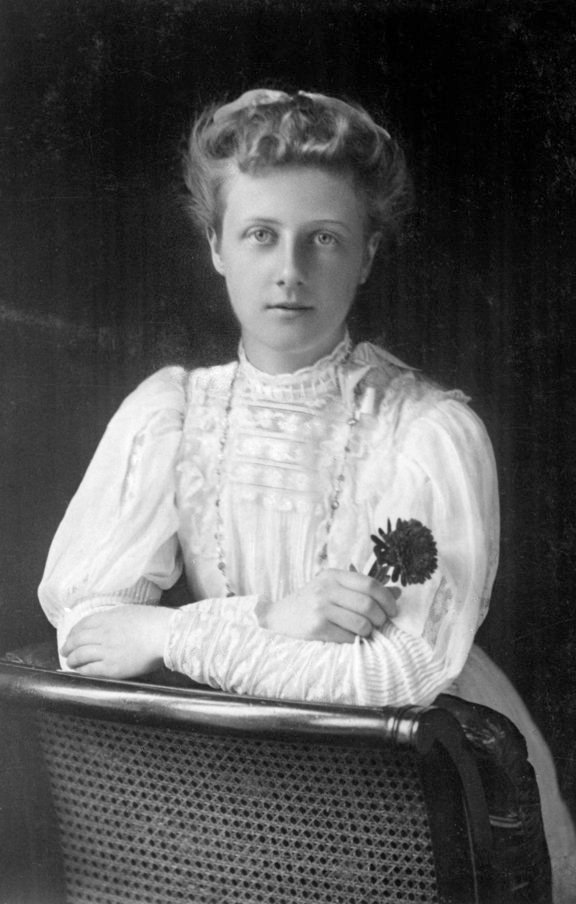
Prințesa Alexandra, ca. 1910.

Tatăl Alexandrei a fost Alexander Duff, Duce de Fife, fiul lui James Duff, al 5-lea Conde de Fife și a soției lui, Lady Agnes Hay. La două zile după căsătoria cu Louise, Prințesă Regală în 1889, fiica Prințului de Wales (mai târziu regele Eduard al VII-lea), a fost numit Duce de Fife și marchiz de Macduff. 
Alexandra s-a născut la East Sheen Lodge, Richmond la 17 mai 1891. În momentul nașterii sale era a cincea în linia de succesiune la tronul britanic. Alexandra și sora sa au fost un caz unic printre prințesele britanice; ambele erau descendente atât a regelui William al IV-lea (prin metresa sa Dorothy Jordan) cât și a nepoatei lui William, regina Victoria, care i-a succedat deoarece acesta nu a avut moștenitori legitimi.
La 5 noiembrie 1905, regele Eduard al VII-lea a declarat-o pe mama ei Prințesă Regală. A ordonat ca nepoatele sale, Lady Alexandra Duff și Lady Maud Duff să devină Prințese al Marii Britanii și Irlandei și să urmeze ca rang imediat după membrii familiei regale. Prințesele au deținut titlul și rangul nu de la tatăl lor, Ducele, ci din voința regelui (bunicul lor). 
În jurul anului 1910, s-a logodit în secret cu Prințul Christopher al Greciei, fiu al regelui George I al Greciei și al reginei Olga Constantinovna a Rusiei. Logodna s-a sfârșit când părinții au aflat de legătură; tatăl Prințului Christopher era fratele mai mic al bunicii materne a Prințesei Alexandra.
La 22 ianuarie 1912, tatăl Alexandrei a murit iar ea i-a succedat la conducerea Ducatului devenind Ducesă de Fife și Contesă de Macduff.

## Căsătorie

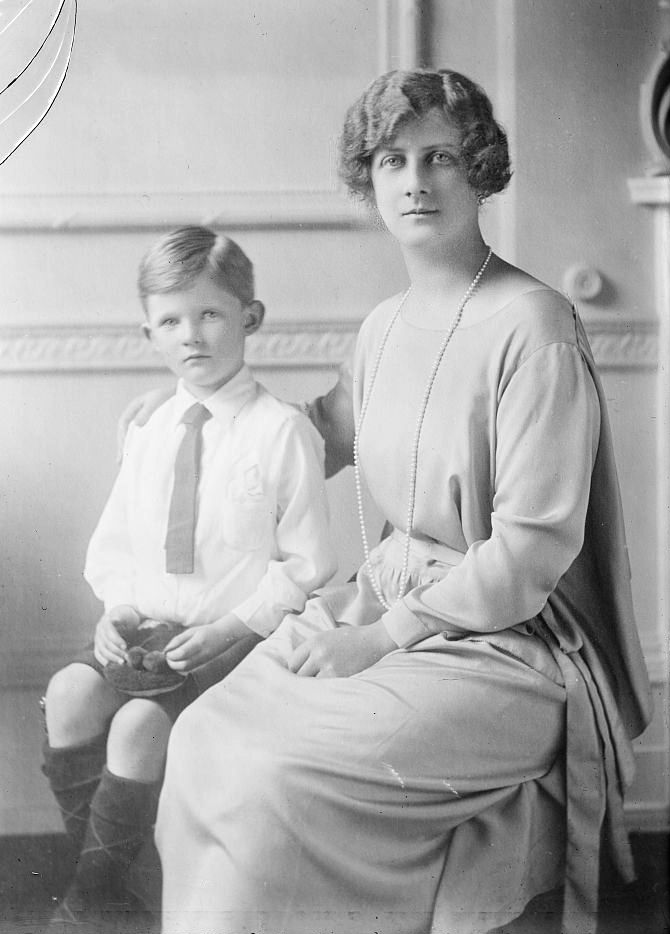
Prințesa Arthur de Connaught împreună cu singurul ei copil, Alastair.

La 15 octombrie 1913, Prințesa Alexandra s-a căsătorit cu Prințul Arthur de Connaught la Palatul St. James din Londra. Prințul Arthur de Connaught era singurul fiu al Prințului Arthur, Duce de Connaught și Strathearn, care era al treilea fiu al reginei Victoria și deci fratele mai mic al regelui Eduard al VII-lea. Cei doi tineri erau verișori primari.
În timpul Primului Război Mondial, Prințesa Arthur de Connaught a servit ca soră medicală la spitalul St. Mary din Paddington. Când Prințul a fost numit Guvernator-General al Uniunii Africii de Sud în 1920, și-a acompaniat soțul la Pretoria și a lucrat la spitalele locale. După ce cuplul s-a întors în Marea Britanie, ea a continuat cu îndatoririle regale și cu munca de caritate.
Alexandra a murit la casa ei din Londra în 1959. Cum singurul ei fiu a murit în 1943, Ducatul de Fife a trecut nepotului ei, James James George Alexander Bannerman Carnegie, singurul fiu al surorii sale, Prințesa Maud, Contesă de Southesk.